# Соколовский, Павел Александрович
Павел Александрович Соколовский (1842—1906) — историк, экономист.

## Биография
Окончил Московский университет. Состоял библиотекарем исторического отделения Императорской публичной библиотеки.
С 1890 года избирался Петербургским отделением комитета о сельских ссудосберегательных товариществах в секретари и редакторы издаваемых им отчетов, сообщений и других изданий.

## Труды
- Очерк истории сельской общины на севере России. — СПб., 1877.
- Экономический быт земледельческого населения России и колонизация юго-восточных степей перед крепостным правом. — СПб., 1878.
- Очерк экономического быта земледельческого населения Европейской России.
- Ссудосберегательные товарищества по отзывам литературы. — СПб., 1889.
- Деятельность земства по устройству ссудосберегательных товариществ. — СПб., 1890.
- Опыты культурной деятельности земства в области сельского хозяйства. — М., 1899.
- 25-летие Санкт-Петербургского отделения комитета о сельских ссудосберегательных товариществах. — СПб., 1897.

### Взгляды
В первых двух трудах пытается разрешить вопрос о происхождении русской поземельной общины и проследить её историческую судьбу. По мнению автора, общинное землевладение возникло одновременно с заселением России. Заселение это происходило не в одиночку, а группами, как происходит и в настоящее время в Сибири. Группа переселенцев не делила занятой земли раз навсегда на подворно-наследственные участки, а оставляла ее в общем владении всех поселенцев, причём одна часть поля находилась в пользовании поселков, каждого в отдельности, другая — леса, реки, озера — оставалась в нераздельном пользовании всей группы. В передел поступали лишь наиболее ценные угодья — заливные луга, о чем имеются ясные свидетельства в писцовых книгах XV века. Остальные угодья находились в заимочном владении отдельных поселков или дворов. Эту сложную общину автор назвал волостной, в отличие от деревенской, существующей в настоящее время, где субъектом права является одно селение. До образования государства волости-общины представляли из себя самостоятельные единицы по управлению и суду. Все попытки объяснить происхождение общинного землевладения из податной системы, с обязательной круговой порукой, из барщины и оброчной повинности в пользу помещиков, автор, не отвергая влияния этих факторов на строй общины, признает не выдерживающими критики. В основе общинного землевладения и землепользования лежит взгляд на даровые силы природы, как на общую собственность всех жителей известной территории, почему и право на ренту (с земли, леса, рыбных угодий и др.) признается за всеми членами общины, все равно, участвуют или не участвуют они личным трудом в обработке почвы и вообще эксплуатации природных богатств. Это прирожденное право каждого члена общины. Наоборот, все добытое трудом считается собственностью трудившегося. Хозяйство ведется каждым двором отдельно; право на продукты этого хозяйства и на наследство принадлежит лицам, принадлежащим к составу двора, хотя бы они не были родственниками дворохозяина.
В брошюре «Опыт культурной деятельности земства» приводится ряд фактов в опровержение мнения, что община препятствует хозяйственному прогрессу. Находя, что существенным препятствием к улучшению хозяйства на крестьянских землях является недостаток оборотных средств, автор усматривает единственное средство к устранению этого препятствия в широкой организации дешевого общедоступного кредита, как краткосрочного, так и на более или менее долгие сроки, соответствующие периоду мелиоративных предприятий. Наиболее осуществимым типом кредитного учреждения автор считает всесословное ссудосберегательное товарищество, на начале свободного договора, с обязательным участием членов в образовании оборотного капитала путём постепенных мелких взносов и с выборным управлением. Такие товарищества автор считает более жизнеспособными, чем кредитные товарищества, и основанные не на начале свободного соглашения волостные и сельские банки и кассы.